# Climat de New York

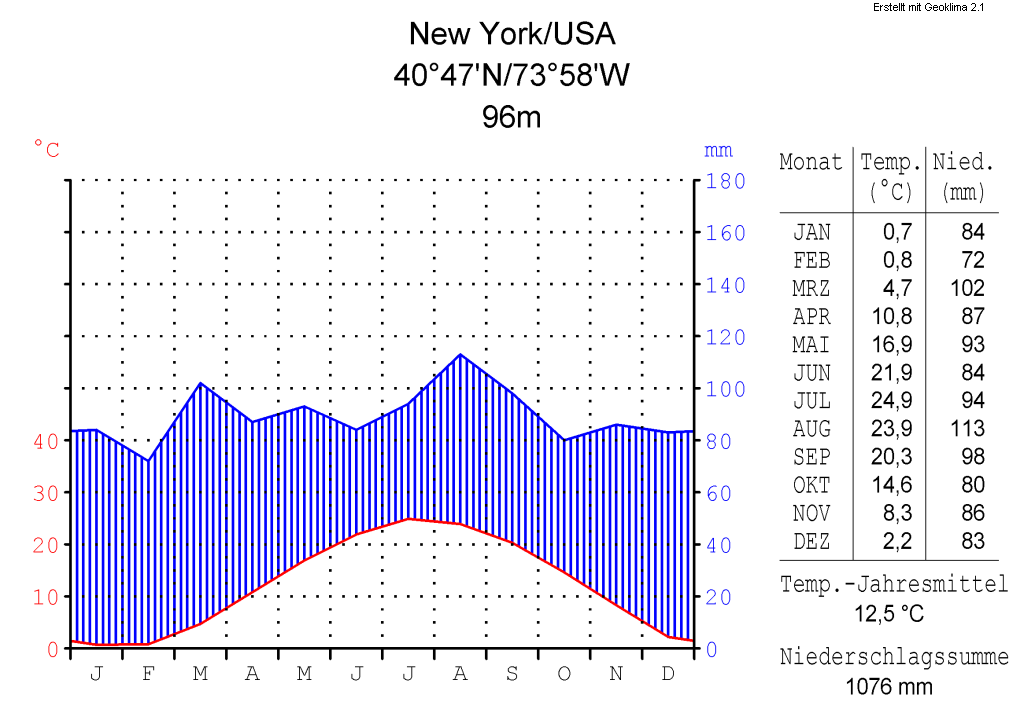
Température et précipitations.

Cet article traite de divers aspects du climat de New York. La ville de New York aux États-Unis connait un climat subtropical reclassifié en 2020 (auparavant continental humide). Elle est soumise à un schéma climatique typique de la zone nord-est de la côte atlantique, similaire à celui qui régit la côte nord-est de l'Asie. L'influence de grandes masses d'air combinée à la présence toute proche de l'océan concourent à accentuer les contrastes climatiques.
Bien que New York se trouve à une latitude de zone tempérée, on notera que ces conditions climatiques peuvent provoquer des ouragans, des vagues de chaleur, des tempêtes de neige ou de violents orages, et d'un jour à l'autre, altérer la météo de façon spectaculaire. Au cours d'une année normale, la courbe de température connaît d'importantes variations, pouvant aller de −25,5 °C en hiver à 41 °C en été, soit une amplitude de 65,5 °C.

## Climat

### Les saisons
Le rythme des saisons à New York se définit de la manière suivante :   
- De décembre à mi-mars : janvier et février sont les mois les plus froids. Habituellement au lever du jour il fait −2 °C à −5 °C et l'après-midi +3 °C à +5 °C mais 2 à 3 hivers sur 10 les températures descendent au-dessous de −18 °C et ont même atteint −26 °C certains mois de février. New York reçoit des chutes de neige abondantes. Au cours de la saison il tombe en moyenne 60 à 90 cm de neige. Les hivers à New York sont bien ensoleillés et il neige ou pleut généralement 6 à 8 jours par mois, mais les pluies sont peu communes en hiver, la neige est plus courante et une tempête de neige peut durer une semaine.
- De mi-mars à mi-mai : le printemps est court. Les températures montent en flèche; de 10 °C l'après-midi à la mi-mars, on passe très rapidement à 17 °C en avril et 22 °C en mai. Les gelées matinales de mars (−1 °C) sont très vite remplacées par des matinées douces (7 °C en avril, puis 12 °C en mai). Les jours de pluie varient entre 11 et 12 jours durant ce mois.
- De mi-mai à octobre : un été long et chaud : 30 °C à 35 °C l'après-midi, 20 °C à 25 °C le matin. C'est le mois de juillet qui est le plus chaud. Il arrive que les températures frôlent même les 40 °C à l'ombre certains étés. New York est alors étouffant. L'été est très ensoleillé puisqu'on enregistre 65 à 70 pour 100 d'ensoleillement par rapport à la durée maximale possible. Pendant cette saison, on observe une moyenne de 18 à 25 jours où la température dépasse 32 °C. Les tornades qui se produisent plutôt de fin mai à fin août sont très rares.
- novembre : un court automne de transition. Les températures chutent très rapidement, elles tombent à 12 °C l'après-midi et 5 °C le matin. Avec septembre et octobre, novembre est le mois le plus sec. Mais, d'une façon générale, il n'y a pas de saison humide ou sèche. La répartition des pluies est sensiblement la même tout au long de l'année (75 à 100 mm chaque mois et 9 à 12 jours pluvieux chaque mois). Quant aux tempêtes de vent, on en observe 30 jours par an.
- Effet Canyon: À Manhattan, l'urbanisation en hauteur a des effets erratiques sur le vent. On parle d'effet canyon - typique de Midtown et Uptown - lorsque le vent "rebondit" sur le sol et contre les flancs des gratte-ciel, et forme des colonnes d'air ascendant.

### Relevé météo
| Mois                                | jan.  | fév.  | mars  | avril | mai   | juin  | jui.  | août  | sep.  | oct.  | nov.  | déc.  | année   |
| ----------------------------------- | ----- | ----- | ----- | ----- | ----- | ----- | ----- | ----- | ----- | ----- | ----- | ----- | ------- |
| Température minimale moyenne (°C)   | −2,8  | −1,7  | 1,8   | 7,1   | 12,2  | 17,6  | 20,5  | 19,9  | 16    | 10    | 5,3   | 0     | 8,8     |
| Température moyenne (°C)            | 0,5   | 2     | 6     | 11,8  | 17,1  | 22,1  | 24,9  | 24,2  | 20,2  | 14    | 8,9   | 3,2   | 12,9    |
| Température maximale moyenne (°C)   | 3,9   | 5,8   | 10,3  | 16,7  | 22    | 26,7  | 29,4  | 28,6  | 24,4  | 18,1  | 12,6  | 6,6   | 17,1    |
| Record de froid (°C)                | −21   | −26   | −16   | −11   | 0     | 7     | 11    | 10    | 4     | −2    | −14   | −25   | −26     |
| Record de chaleur (°C)              | 22    | 24    | 30    | 36    | 37    | 38    | 41    | 40    | 39    | 34    | 29    | 24    | 41      |
| Ensoleillement (h)                  | 162,7 | 163,1 | 212,5 | 225,6 | 256,6 | 257,3 | 268,2 | 268,2 | 219,3 | 211,2 | 151   | 139   | 2 534,7 |
| Précipitations (mm)                 | 92,7  | 78,5  | 110,7 | 114   | 106,4 | 112   | 116,8 | 112,8 | 108,7 | 111,8 | 102,1 | 101,6 | 1 267,9 |
| Nombre de jours avec précipitations | 10,4  | 9,2   | 10,9  | 11,5  | 11,1  | 11,2  | 10,4  | 9,5   | 8,7   | 8,9   | 9,6   | 10,6  | 121,9   |

| Mois                                | jan. | fév. | mars  | avril | mai   | juin  | jui.  | août | sep. | oct. | nov. | déc. | année   |
| ----------------------------------- | ---- | ---- | ----- | ----- | ----- | ----- | ----- | ---- | ---- | ---- | ---- | ---- | ------- |
| Température minimale moyenne (°C)   | −3,8 | −2,5 | 1,2   | 6,8   | 12,2  | 17,7  | 20,7  | 20   | 15,7 | 9,2  | 4,2  | −1   | 8,3     |
| Température moyenne (°C)            | 0,1  | 1,8  | 6     | 11,9  | 17,4  | 22,8  | 25,5  | 24,7 | 20,4 | 14   | 8,6  | 2,8  | 13      |
| Température maximale moyenne (°C)   | 4,1  | 6,1  | 10,7  | 17    | 22,7  | 27,8  | 30,3  | 29,3 | 25,2 | 18,9 | 12,9 | 6,7  | 17,7    |
| Record de froid (°C)                | −22  | −26  | −14   | −9    | 1     | 5     | 11    | 7    | 2    | −4   | −11  | −22  | −26     |
| Record de chaleur (°C)              | 23   | 24   | 32    | 36    | 37    | 39    | 42    | 41   | 41   | 34   | 29   | 24   | 42      |
| Précipitations (mm)                 | 89,7 | 73,2 | 106,2 | 106,7 | 103,9 | 102,1 | 120,9 | 94   | 97   | 91,4 | 92,7 | 96,5 | 1 174,5 |
| Nombre de jours avec précipitations | 10,4 | 9,8  | 11    | 11,5  | 11,3  | 11    | 10,1  | 9,7  | 8,6  | 8,7  | 9,5  | 10,6 | 122,1   |

Pour des raisons techniques, il est temporairement impossible d'afficher le graphique qui aurait dû être présenté ici.

Voir ou modifier les données brutes.